# Bowles West Peak
Der Bowles West Peak (englisch; bulgarisch връх Западен Боулс wrach Sapaden Bouls) ist ein 678 m hoher Berg auf der Livingston-Insel im Archipel der Südlichen Shetlandinseln. Er ragt am westlichen Ausläufer des Mount Bowles 1,13 km West zu Nord dessen höchster Erhebung, 0,92 km Süd zu Ost des Hemus Peak, 6,24 km östlich des Aleko Rock und 3,17 km ostnordöstlich des Rezen Knoll im Ostteil der Insel auf. Seine westlichen Hänge sind steil und teilweise eisfrei. Auf seiner Südwestseite liegt der Perunika-Gletscher.
Seine Benennung geht auf bulgarische Wissenschaftler zurück, die ihn am 29. Oktober 1996 in Anlehnung an die Benennung des Mount Bowles benannten. Dessen Namensgeber ist Admiral William Bowles (1780–1869), von 1816 bis 1820 Oberkommandierender der Pacific Station. Das Advisory Committee on Antarctic Names überführte 1997 die bulgarische Benennung ins Englische.